# Parted Magic
Parted Magic – specjalistyczna minidystrybucja Live CD Linuksa z załączonymi programami do diagnostyki, konfigurowania i naprawy dysków w tym do partycjonowania, klonowania i odczytu.
Oprogramowanie zawiera składniki udostępnione na wolnej licencji GNU GPL i na takiej jest dostępne w postaci źródłowej, ale skompilowana wersja jest dostępna u twórcy tylko jako płatna.
Zawiera programy do: zarządzania partycjami (GParted), tworzenie obrazów partycji i dysków (Clonezilla), zarządzanie systemami plików i plikami, narzędzia startowe systemu, dostęp do Internetu z przeglądarką (Firefox), serwery różnych usług, edytory i programy graficzne.
Jest to odpowiednik dystrybucji Hiren’s BootCD.